# Zoran Živković (handball)
Pour les articles homonymes, voir Zoran Živković.
Zoran Tuta Živković, en serbe : Зоран Тута Живковић, né le 5 avril 1945 à Niš, est un entraîneur et joueur serbe de handball. Il évoluait au poste de gardien de but et a notamment été champion olympique en 1972.
Reconverti entraîneur, il a remporté de nombreux titres avec plusieurs équipes nationales, notamment deux médailles d'or aux Jeux olympiques 1984 puis championnat du monde en 1986.

## Palmarès en équipe nationale
- 82 sélections en Équipe de Yougoslavie
- Médaille d'or aux Jeux olympiques de 1972 à Munich
- Médaille d'or à la Coupe du monde des nations 1971
- Médaille d'or aux Jeux méditerranéens de 1967

## Carrière entraîneur

### Équipes entrainées
- Metaloplastika Šabac : de 1981 à 1985
- Équipe nationale de Yougoslavie : de 1983 à 1986
- Équipe nationale de RF Yougoslavie : de 1995 à 1997, de 1997 à 2000 et de 2001 à 2002
- Équipe nationale d'Égypte : du printemps 2000[1] à 2001, de 2002 à 2003 et de 2005 à 2007
- Équipe nationale de Tunisie : en 2004 et de septembre 2008[2] à janvier 2009

### Palmarès en clubs
- Coupe d'Europe des clubs champions (1) : 1985[3]

### Palmarès en équipe nationale
- Jeux olympiques
  -  Médaille d'or aux Jeux olympiques 1984[4],[3] avec  Yougoslavie

- Championnats du monde
  -  Médaille d'argent au Championnat du monde 1982[4],[3] avec  Yougoslavie
  -  Médaille d'or au Championnat du monde 1986[4],[3] avec  Yougoslavie
  -  Médaille de bronze au Championnat du monde 1999 [3] avec  RF Yougoslavie
  - 4e place au Championnat du monde 2001[4],[5] avec  Égypte
- Championnats d'Europe
  -  Médaille de bronze du Championnat d'Europe 1996[4],[3] avec  RF Yougoslavie
- Championnat d'Afrique des nations
  -  Médaille d'or au Championnat d'Afrique des nations 2000[6] avec  Égypte
  -  Médaille de bronze au Championnat d'Afrique des nations 2002[7] avec  Égypte
  -  Médaille d'argent au Championnat d'Afrique des nations 2004[8] avec  Tunisie